# Desmacididae
Desmacididae is een familie van sponsdieren uit de klasse van de Demospongiae (gewone sponzen).

## Geslachten
- Desmacidon Bowerbank, 1861
- Desmapsamma Burton, 1934